# Jiráskovy sady (Hradec Králové)
Jiráskovy sady jsou nejstarším parkem v Hradci Králové, který se nachází při soutoku řek Labe a Orlice. Jeho nejstarší část byla zbudována v roce 1868.

## Historie

### Založení parku
Počátky parku sahají do 2. poloviny 19. století, kdy bylo město ještě uzavřeno pevnostními hradbami. V jejich výběžku na soutoku řek Labe a Orlice byl na místě zrušených ovocných sadů, zelinářských zahrad a zásobárny i chovu dobytka pro potřebu posádky založen roku 1868 po příchodu 12. pluku arcivévody Viléma důstojnický park, který však nebyl přístupný veřejnosti. K tomuto parku by se spíše hodil název generálský park, neboť do něho chodil zejména velitel pevnosti a další vysocí důstojníci se svými rodinami. Dodnes zde nalezneme zbytky opevnění, zejm. zděný průchod hliněným valem (poternu), kterým se vchází do růžové zahrady. Prvním zahradníkem byl zahradník z Pouchova Jan Vognar, původně četnický strážmistr, po něm starosta Živnostensko-čtenářské jednoty František Valeš, který zemřel v roce 1908. Občas sem vyráželi místní učitelé se svými žáky na botanické exkurze, mnohdy v doprovodu zahradníka Valeše.

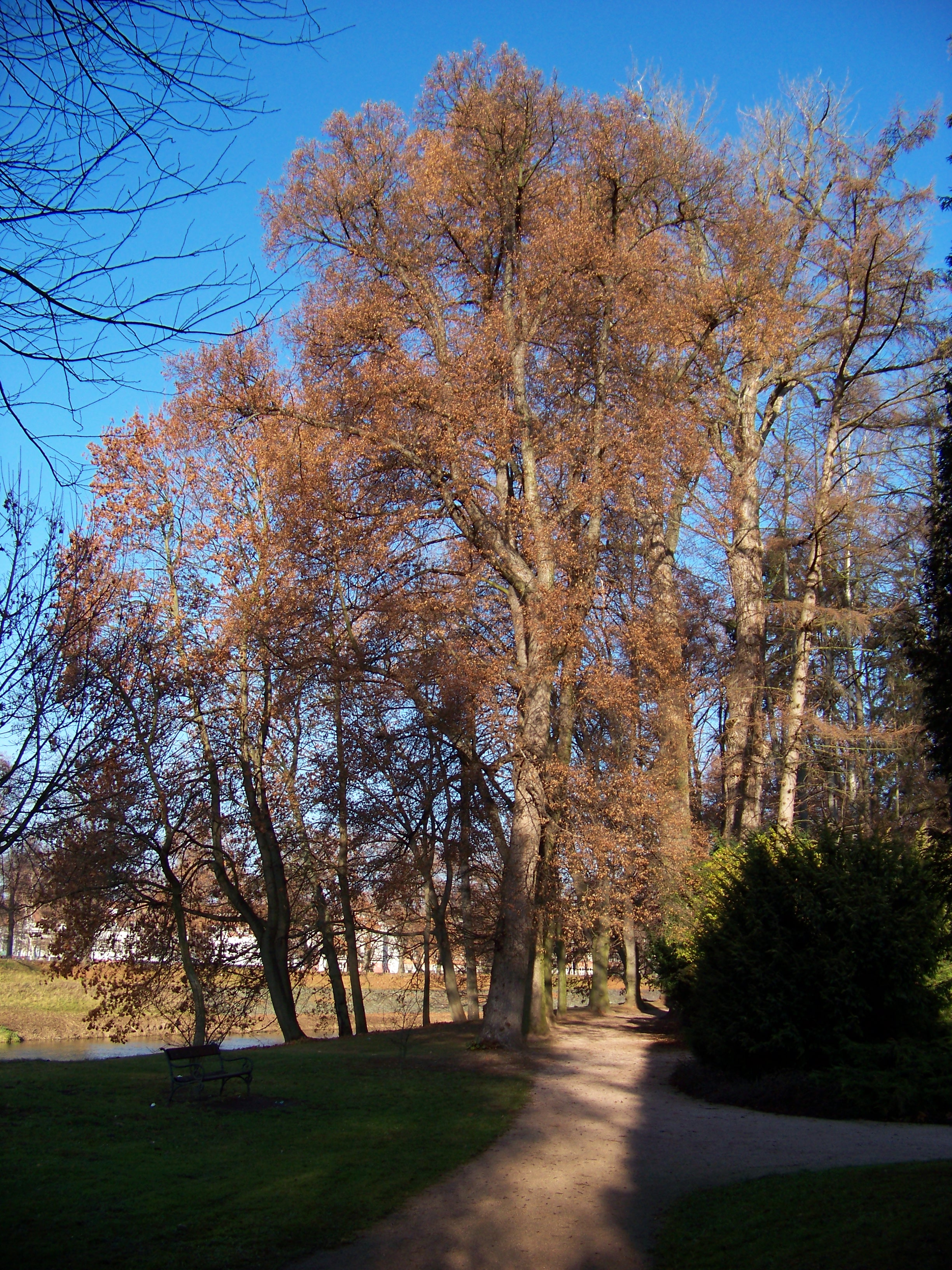
Jiráskovy sady

Roku 1896 zřídil okrašlovací spolek malé sady mezi silnicí pod pivovarem a důstojnickým parkem. Práce řídil František Valeš, zahradník z důstojnického parku. Téhož roku byl rozšiřován zahradnický domek v důstojnickém parku o přístavbu na západní straně. Při hloubení základů narazili dělníci na černou zem, která byla promíchána s uhlím a v ní bylo mnoho keramických střepů.
V roce 1908 byla část důstojnického parku na břehu Labe postoupena městu, aby zde zbudovalo vodárnu a elektrárnu, s jejichž výstavbou bylo započato firmou Kress a Bernard ještě téhož roku podle plánu profesora Františka Sandera. Za odstoupenou část poskytla obec k rozšíření důstojnického parku část městského sadu v Rokycanově ulici a pevnostní pozemek za městskou plynárnou. Ve zbylé části městského sadu, vzniklého na zasypané části hradebních příkopů, byl tehdy umístěn araukarit, který pocházel od Pecky. Navíc byly v sadech vyhloubeny 2 studně, a to v letech 1909 a 1917, kdy se začal projevovat nedostatek vody pro město.

### Nový název
Hned po převratu v roce 1918 byl důstojnický park přejmenován na Jiráskovy sady. U hlavní vstupní brány byl 4. června 1922 postaven pomník Aloise Jiráska na náklady Svazu československého důstojnictva. V roce 1925 přešly sady na 10 let do správy městského zahradnictví. Tehdy zde byly velkou atrakcí dvě srnky, jež byly umístěny v ohrazené části sadů. V cípu u soutoku se nadále pěstovala zelenina, ale v roce 1926 i tuto část převzalo město a vysadilo zde výše zmíněnou růžovou zahradu (ve středním oddílu zasazeny růže, 80 vysokokmenných a 850 nízkokmenných sazenic; zbývající část byla travnatá s kvetoucími jiřinami) a o rok později alpinárium. Vše pod dohledem vrchního zahradníka Josefa Votavy.

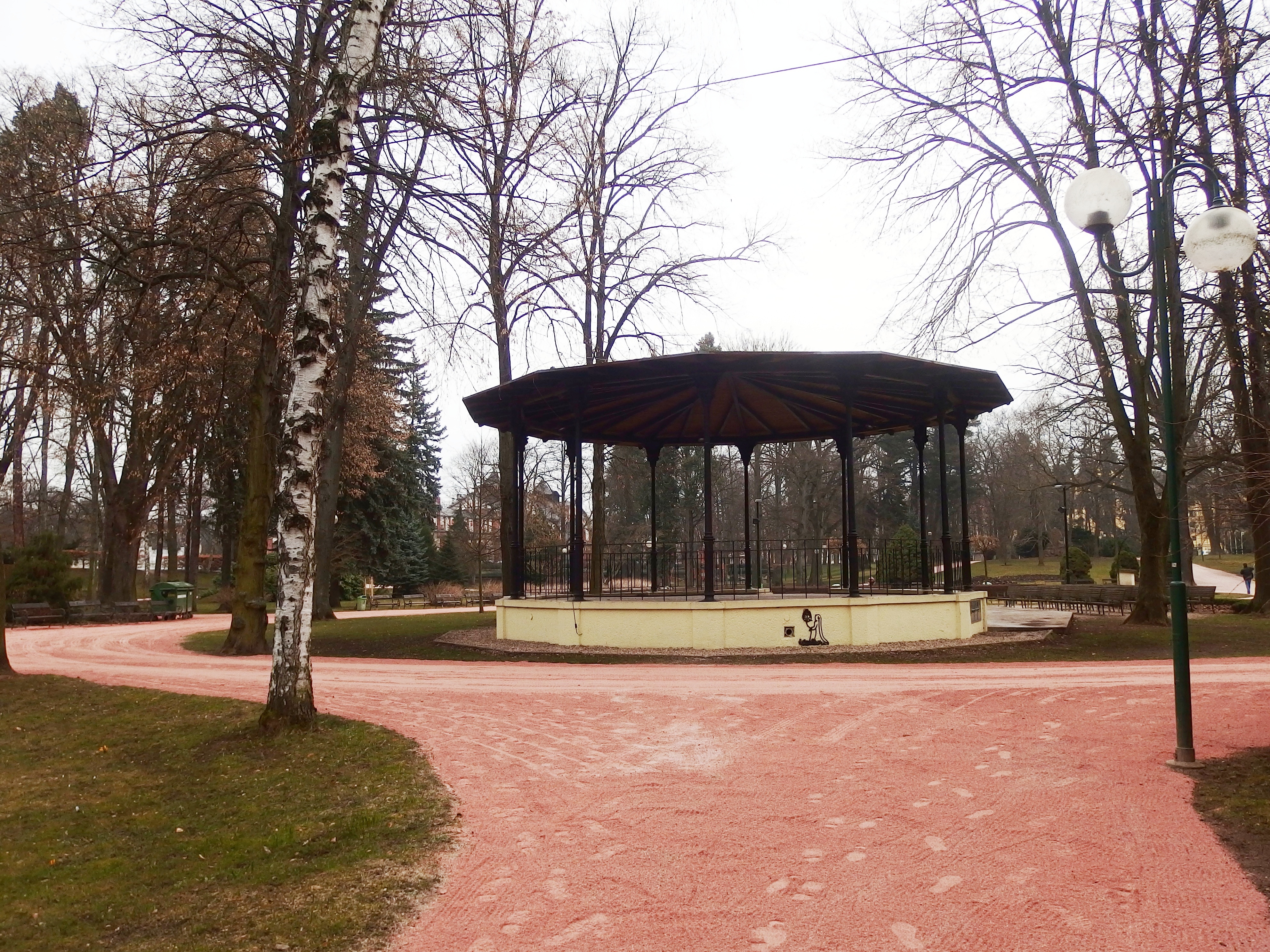
Jiráskovy sady

V roce 1927 byla při vstupu do sadů upravena jediná velká plocha, která byla osázena ohnivě červenými salviemi se žlutou obrubou z aksamitníků. 23. července 1927 byla prodána zdejší kůlna, kterou koupil rolník Řehák ze Slezského Předměstí za 2 500 Kč. Během následujícího měsíce byla zbourána a odvezena. Roku 1928 byly zahlazeny škody, jež vznikly při opravě podjezí u elektrárny. Na těchto místech byly vysázeny lesní stromky a znovuobnoveny travnaté plochy, z nichž některé byly vyrovnány. Ohromná pohroma v podobě větrné vichřice zasáhla sady 4. července 1929, kdy bylo zničeno na 300 stromů. V roce 1929 ministerstvo národní obrany pronajalo Jiráskovy sady na 30 let zdejší odbočce Svazu čs. důstojnictva. Téhož roku byly zahájeny přípravné práce na rekonstrukci sadů.

### Velké úpravy a výstavba
Roku 1930 byla dokončena úprava Jiráskových sadů podle plánů zahradního architekta Josefa Kumpána z Prahy, který 24. a 25. září 1929 pobýval ve městě a vykonal všechny přípravné a zaměřovací práce. Došlo tak k přemístění některých cest, k novým výsadbám, některé hrbolaté trávníky byly zarovnány, tenisové hřiště bylo zvětšeno o 1 dvorec. Většinu nákladů hradila královéhradecká odbočka Svazu čs. důstojnictva. Město naopak dodalo materiál, mj. 450 m³ zlomkových cihel z rozbouraného kavalíru, a odborný zahradnický dozor.
V roce 1932 projevilo ministerstvo národní obrany souhlas s tím, aby byla část parku prodána městu a zároveň byly Jiráskovy sady pronajaty městu na 30 let. Ještě téhož roku městské zastupitelstvo schválilo návrh smlouvy o koupi a pronájmu sadů a schválilo zadání stavby restauračního pavilonu. V roce 1932 byl tak postaven kruhovitý parkový pavilon pro pořádání koncertů a v letech 1929–1933 budova městské letní restaurace, obojí podle projektu architekta ing. Jana Rejchla. Roku 1934 bylo na soutoku řek umístěno bronzové sousoší Labe a Orlice, které pro město vytvořil Josef Škoda. Alegorické sousoší zobrazuje odvážným způsobem splynutí Labe a Orlice v podobě nahých milenců a ve své době vyvolalo rozruch. V roce 1935 byl v parku navíc umístěn dřevěný kostelík, který sem byl dovezen z Malé Polany.
Kolem roku 1948 vedla přes Orlici do Jiráskových sadů pontonová lávka. Zřízena byla v roce 1933, aby byly sady spojeny s nedalekým fotbalovým hřištěm SK Hradec Králové. Později zanikla a s její obnovou se počítalo v roce 1969. K realizaci tohoto plánu však nedošlo. Zbytky jejího ukotvení můžeme vidět na obou březích ještě dnes. V roce 1954 byly v sadech zřízeny veřejné toalety. Roku 1969 byla dokončena adaptace zdejší restaurace. V roce 1985 bylo uvažováno o rekonstrukci parku. Taktéž o 4 roky později, kdy byla projekčně zajišťovaná rekonstrukce rozvržena do 2 etap. 1. etapa měla zahrnovat obnovu travnatých ploch a zdravotní probírku vzrostlé zeleně, 2. etapa rekonstrukci porostů v dolní části sadů a další obnovu výsadeb.

### Snaha o obnovu
Velkou změnou pro park se stalo období po listopadu 1989, kdy chtělo město navázat na všechny prvorepublikové a rakousko-uherské tradice a obnovit vyhlášenost tohoto místa a hlavně do něj vrátit ve velkém život. 23. května 1990 byla obnovena tradice zdejších promenádních koncertů. Roku 1992 došlo k rekonstrukci původního alpinia podle projektu PhDr. Stanislava Špouly. O 4 roky později mělo městské zastupitelstvo projednávat Informace o harmonogramu prací pro rekonstrukci a obnovu Jiráskových sadů včetně předběžného rozpočtu. Nakonec byla tato věc stažena z programu. Roku 2004 byla vyhlášena veřejná zakázka na úpravu Jiráskových sadů pro konání koncertů. Za zhotovitele byla vybrána firma B.C. BUILDING CENTRUM s.r.o. Hradec Králové. V roce 2015 bylo čerstvě zrekonstruované dětské hřiště převedeno z majetku Technických služeb Hradec Králové do vlastnictví statutárního města Hradec Králové.

## Významné objekty

### Restaurační pavilon
Budova restauračního pavilonu, jež vyšla na 394 000 Kč, byla postavena v roce 1933 podle zadání královéhradecké odbočky Svazu československého důstojnictva stavební firmou Františka Komárka. Autorem projektu byl Jan Rejchl, se kterým spolupracoval též brněnský stavitel Josef Jelínek ml.

Severní trakt stavby s vysunovacími okny byl zakončen půlkruhovým pódiem, takže se v letním období mohl přetvořit v „otevřenou verandu“. V jižní části podsklepeného objektu se nacházel zimní salonek, zasedací místnost, výčep a kuchyň. V prvním patře byl umístěn dvoupokojový byt restauratéra Josefa Mrvy, který vedl i původní restauraci, dva pokoje pro personál, klubovna s výhledem na řeku a prádelna se sušárnou. Restaurace byla otevřena 30. června 1933 a stala se jedním z center meziválečného kulturního a společenského života Hradce Králové. Po 2. světové válce sem byla umístěna školní jídelna, která byla v roce 1979 rozšířena a střídavě fungovala až do 90. let 20. století. Zrušena byla k 31. srpnu 1997. Nyní zde sídlí střední floristická škola.

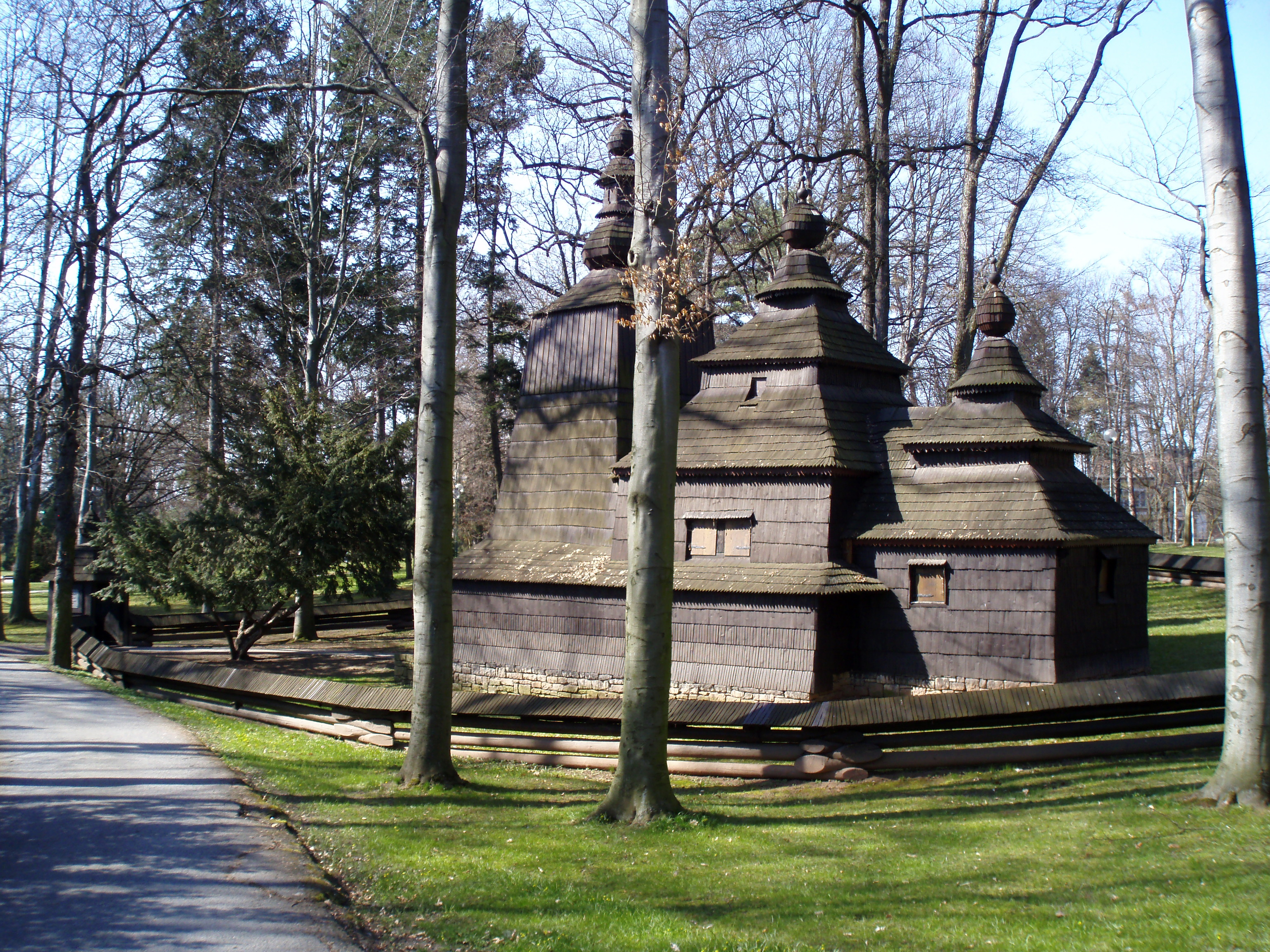
Kostel sv. Mikuláše Divotvorce

### Kostel sv. Mikuláše Divotvorce
Podle některých zpráv byl kostel postaven již v letech 1502–1510 v slovenské obci Habura u Medzilaborců. Tyto zprávy se však ukázaly díky dendrochronologickému datování velmi nepřesnými, neboť trámy srubové konstrukce byly zhotoveny z jedlí mýcených mezi lety 1598–1607.
Tento pravoslavný kostel byl původně zasvěcen sv. Michaelu Archandělovi. Roku 1740 jej obec Habura prodala nedaleké vsi Malá Poľana, kde byl v roce 1759 zasvěcen sv. Mikuláši Divotvorci. Za 1. světové války byl kostel značně poškozen, protože obec neměla na jeho údržbu dostatek finančních prostředků. Po jeho obnovení (1920) byl v roce 1935 zakoupen od řecko-katolické náboženské obce Malé Polany za 10 000 Kč z daru starosty J. V. B. Pilnáčka pro město Hradec Králové. Zde byl kostel nákladně zrestaurován a 28. října 1935 slavnostně otevřen. V roce 1958 byl kostel prohlášen za nemovitou kulturní památku. Od té doby neprošel výraznou opravou, takže je dnes v havarijním stavu a jeho pozvolná obnova právě probíhá.
Areál je doplněn dřevěným křížem s plechovým korpusem Ježíše Krista a u vchodu byla instalována pamětní deska na počest padlých legionářů v první světové válce. Text na ní zní: „STAROBYLÝ TENTO KOSTELÍK PŘEVEZEN BYL Z VÝCHODNÍHO SLOVENSKA NA PAMĚŤ VŠECH, KDOŽ ZA SVĚTOVÉ VÁLKY 1914–1918 OBĚTOVALI ŽIVOT ZA LEPŠÍ PŘÍŠTÍ ČESKOSLOVENSKA. VĚNOVAL STAROSTA JOSEF V. B. PILNÁČEK. MCMXXXV.“

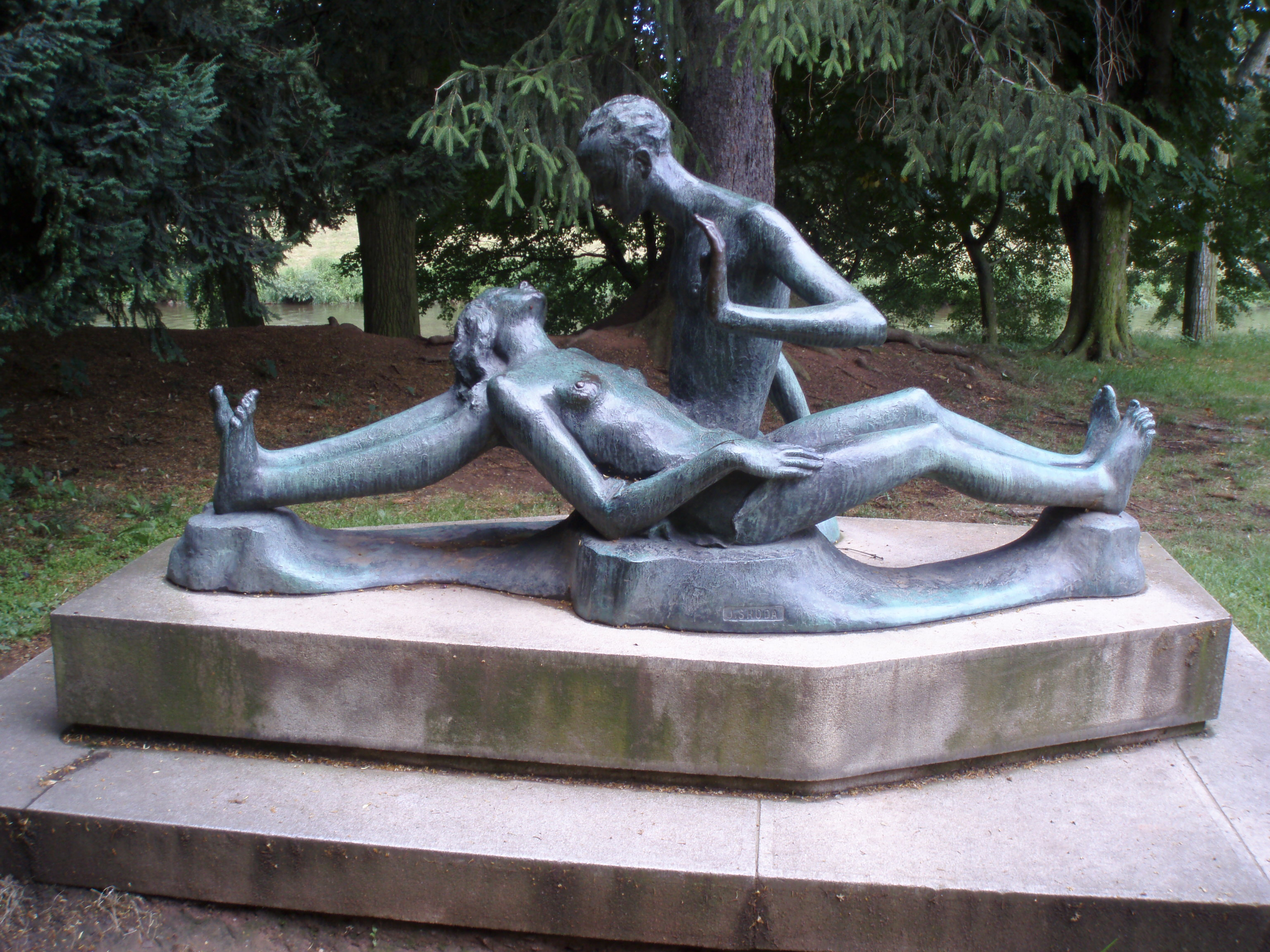
Alegorie soutoku Labe a Orlice od Josefa Škody

### Sousoší Soutok Labe s Orlicí
Bronzový odlitek tohoto alegorického sousoší nazvaného Stok Labe s Orlicí (později Soutok Labe s Orlicí, zvané též Milenci) od Josefa Škody byl zakoupen dle usnesení městské rady 15. května 1934 a pochází ze závodu K. Bartáka v Praze-Hrdlořezích. Sousoší vzniklo z podnětu zdejšího okrašlovacího spolku, který přispěl 2 000 Kč na provedení studie. Po instalaci 16. října 1934 vzbudil tento dvouakt silné pohoršení královéhradeckých klerikálních kruhů, kterými byl označen za ryzí pornografii.

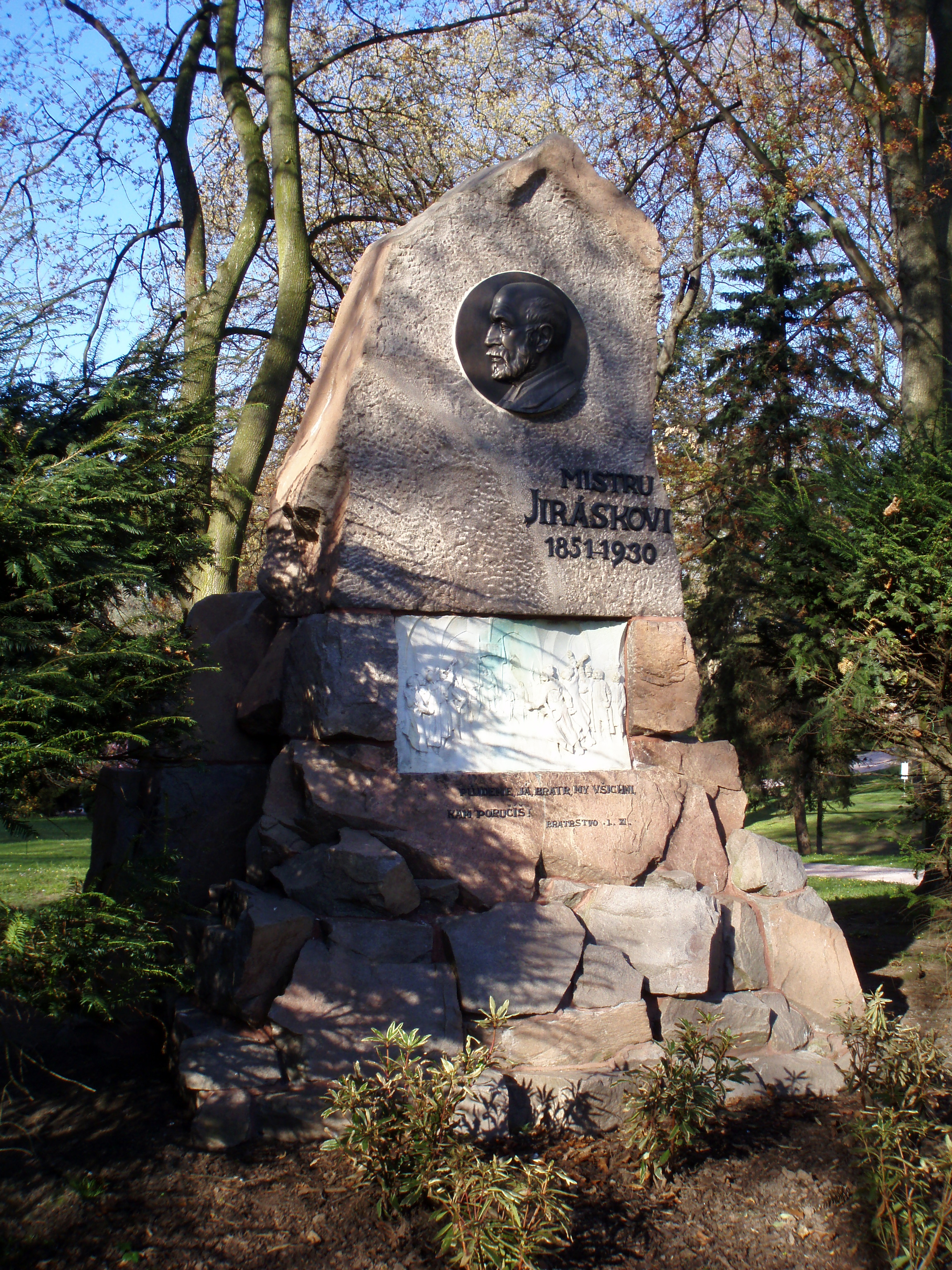
Památník Aloise Jiráska

### Památník Aloise Jiráska
Na vrcholu mohyly, která je poskládaná ze žulových balvanů, se nachází mohutná stéla, na níž je umístěna reliéfní podobizna Aloise Jiráska v bronzovém medailonu. Pod ním vpravo je nápis: „Mistr Alois Jirásek“ a letopočet „1851–1930“. Ve střední části je v bílém obdélníkovém kameni vypracován nízký reliéf s husitským výjevem. Pod ním citát z románu Bratrstvo: „Půjdeme. Já, bratr, my všichni. Kam poznáš“ (Bratrstvo I, XX. kapitola). Výtvarné řešení reliéfu je dílem Bohumila Liznera, malíře a profesora učitelského ústavu, medailonu J. Plichty (1931) a podobu památníku navrhl Boh. Srdínko z dílny Jaroslava Samka. Práce sochařské a kamenické provedla firma Jaroslav Samek Hradec Králové. Památník nechala postavit odbočka Svazu čs. důstojnictva. Slavnostně byl odhalen 4. června 1922, přičemž pamětní deska s portrétem spisovatele byla na památníku odhalena až roku 1931. Ke znovuodhalení památníku došlo v roce 1946. Roku 2010 se dočkal generální opravy, přičemž autorem návrhu byl Aleš Zlatohlávek a práce provedl Kamenoprůmysl Hradec Králové s. r. o.

### Poterna
7,5 m dlouhý tunelový průchod se 2 portály z režného zdiva navrhl gen. ing. Kleindorff kolem roku 1790 v rámci výstavby královéhradecké pevnosti. Má se jednat o výpadovou pevnostní branku.

### Střílnová kasemata
Další pozůstatek z pevnostního období. Jedná se o cihelný masiv s tloušťkou zdiva 2 m o rozměrech 17 × 12 m, výšky 3,5 m, s nárožím a římsou z kamenných kvádrů. Ze dvou místností při zemi ústí 14 střílen, nad nimiž se pod římsou nacházejí otvory od dýmníků. Vrch hradby je kryt hliněným násypem o vrstvě 1 m. Stavbu navrhl gen. ing. Kleindorf kolem roku 1784. Po zbourání ravelinu, když na tomtéž místě byly zřízeny Jiráskovy sady, byla střílnová kasemata používána jako budova pro odkládání zahradnického nářadí a k úschově rostlin na zimu. Během 2. světové války sloužila jako protiletecký kryt a současně byla k tomuto účelu přizpůsobena přestavbou. Byly upraveny místnosti, okna i střílny. Do roku 1997 byl nájemcem objektu K. Bartyzal, který měl společně s Českou společností vojenské historie Hradec Králové zpracovat návrh řešení budoucího provozu v objektu Střílnových kasemat. Roku 1998 byl objekt nabízen městem k pronájmu. Hlavními podmínkami bylo: nájem objektu a nezbytných pozemků na dobu 15 let za symbolické nájemné 1 Kč/m²/den, vložení nákladů do majetku města – rekonstrukce objektu, rekonstrukční práce ukončit nejpozději do 2 let od vydání stavebního povolení. V roce 2006 provedlo město základní vnější konzervaci do této doby velmi zchátralého objektu.